# Album tributo
Un album tributo è un album discografico composto da cover di brani musicali provenienti dal repertorio di un singolo artista o gruppo musicale che vengono eseguite da uno o più altri artisti o gruppi musicali.

## Storia
Uno dei primissimi esempi di album tributo risale al 1981 quando Hal Willner, produttore discografico statunitense, mise insieme l'LP Amarcord Nino Rota. In seguito Willner si è ripetuto, pubblicando altri tributi a Kurt Weill, Charles Mingus e Harold Arlen tra gli altri. In Italia, invece, uno dei primi casi di album tributo è del 1974, quando il gruppo dei Nomadi volle omaggiare l'amico Francesco Guccini con il disco I Nomadi interpretano Guccini.
L'album tributo di maggior successo è Garage Inc. del gruppo heavy metal Metallica, che raggiunse la cima delle classifiche internazionali nel 1998 e venne certificato disco d'oro e di platino in tutto il mondo, oltre a essere inserito tra i 500 migliori album rock e metal della storia da Rock Hard.

## Caratteristiche
In un album tributo le cover in esso contenute possono essere eseguite in uno stile musicale totalmente differente dalle composizioni originali, come gli album del collettivo Easy Star All-Stars, un gruppo di artisti reggae che hanno rifatto musiche dei Radiohead e dei Pink Floyd; o come la serie di album dei Vitamin String Quartet, che hanno pubblicato un grandissimo numero di album eseguendo ogni canzone solamente con in quartetto d'archi: sono presenti omaggi ad artisti quali HIM, Madonna, Panic! at the Disco, ecc. Il loro Exit... Stage Right: String Quartet Tribute to Rush è stato anche nominato per un Grammy Award.
Le cover possono essere inoltre cantate in una lingua diversa dall'originale: ad esempio risale al 1999 il tributo ai The Cure cantato in spagnolo Porque no puedo ser tu (traduzione di Why Can't I Be You? del gruppo britannico).